# Blera ambiguum
Blera ambiguum är en tvåvingeart som först beskrevs av Tokuichi Shiraki 1968.  Blera ambiguum ingår i släktet stubblomflugor, och familjen blomflugor. Inga underarter finns listade i Catalogue of Life.